# David Aspin
David Anthony Aspin (ur. 24 czerwca 1950 w Waiuku) – nowozelandzki zapaśnik walczący w stylu wolnym. Dwukrotny olimpijczyk. Zajął osiemnaste miejsce w Monachium 1972 i czternaste w Montrealu 1976. Walczył w wadze średniej.
Złoty medalista igrzysk Brytyjskiej Wspólnoty Narodów w 1974 i brązowy w 1970 roku.
Chorąży reprezentacji na ceremonii otwarcia w Montrealu 1976.

## Letnie Igrzyska Olimpijskie 1972
| Konkurencja | Rundy eliminacyjne                | Rundy eliminacyjne  | Klas. końcowa |
| Konkurencja | Przeciwnik I                      | Przeciwnik II       | Miejsce       |
| ----------- | --------------------------------- | ------------------- | ------------- |
| -82 kg      | Harishchandra Birajdar (IND) P-DQ | Ali Hadżilu (IRI) P | 18.           |

## Letnie Igrzyska Olimpijskie 1976
| Konkurencja | Rundy eliminacyjne            | Rundy eliminacyjne    | Klas. końcowa |
| Konkurencja | Przeciwnik I                  | Przeciwnik II         | Miejsce       |
| ----------- | ----------------------------- | --------------------- | ------------- |
| -82 kg      | Czimedijn Goczoosüren (MGL) P | Masaru Motegi (JPN) P | 14.           |